# Enophrys
Enophrys is een geslacht van straalvinnige vissen uit de familie van donderpadden (Cottidae). Het geslacht is voor het eerst wetenschappelijk beschreven in 1839 door Swainson.

## Soorten
De volgende soorten zijn bij het geslacht ingedeeld:
- Enophrys bison (Girard, 1854)
- Enophrys diceraus (Pallas, 1787)
- Enophrys lucasi (Jordan & Gilbert, 1898)
- Enophrys taurina (Gilbert, 1914)